# حلقة أربية سطحية
الحلقة الأربية السطحية (باللاتينية: Anulus inguinalis superficialis) (بالإنجليزية: Superficial inguinal ring)‏ أو الحلقة الأربية تحت الجلد أو الحلقة الأربية الخارجية هي بنية تشريحية في الجدار الأمامي للبطن الثدييات. وهو عبارة عن فتحة مثلثة الشكل تُكوّن مخرج القناة الإربية، التي تضم العصب الحرقفي الأربي، الفرع التناسلي للعصب التناسلي الفخذي، والحبل المنوي (عند الرجال) أو رباط الرحم المستدير (في النساء). في الطرف الآخر من القناة، تُشكّل الحلقة الأربية العميقة المدخل.

## تاريخياً
تم وصف الفتحة الأربية السطحية لأول مرة من قبل الجراح الألماني وعالم التشريح، فرانك هيسلباخ (Frank Hesselbach)، عام 1806.

## الموضع والحدود
توجد الفتحة الأربية السطحية داخل سفاق العضلة المائلة الخارجية البطنية، مباشرة فوق عرف العانة، وإلى الجزء العلوي الوحشي للحديبة العانية. تشمل حدود الفتحة ما يلي:
- الحافة الأنسية: الحافة الوحشية للعضلة المستقيمة البطنية.
- الحافة الوحشية: الأوعية الشرسوفية السفلية.
- الحافة السفلية: الرباط الأربي.

## الأهمية السريرية
الحلقة السطحية مجسوسة في الظروف العادية. تصبح متوسعة في حالة تسمى الفتق الرياضي. قد تبرز محتويات البطن من خلال الحلقة في الفتق الأربي.

## صور إضافية

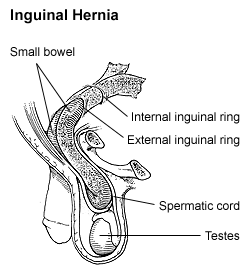
الوجه الأمامي للبطن، تظهر علامات سطحية للشرايين والقناة الأربية (نجد في الجزء السفلي الأيسر من الصورة الحلقة الأربية السطحية التي تسمى الحلقة الأربية تحت الجلد).
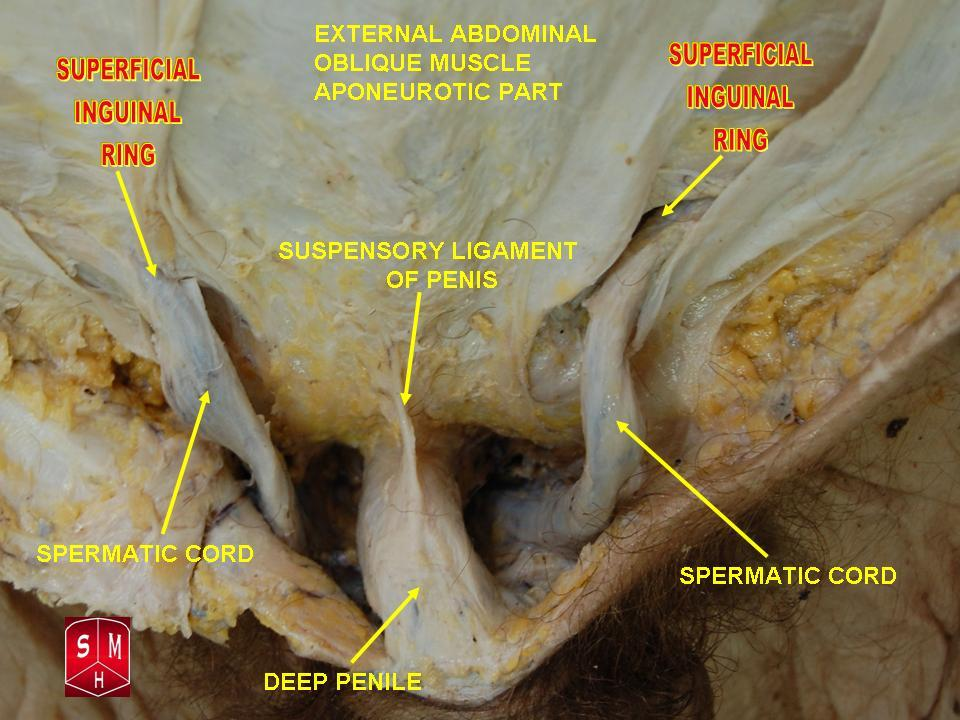
الحلقة الأربية السطحية.
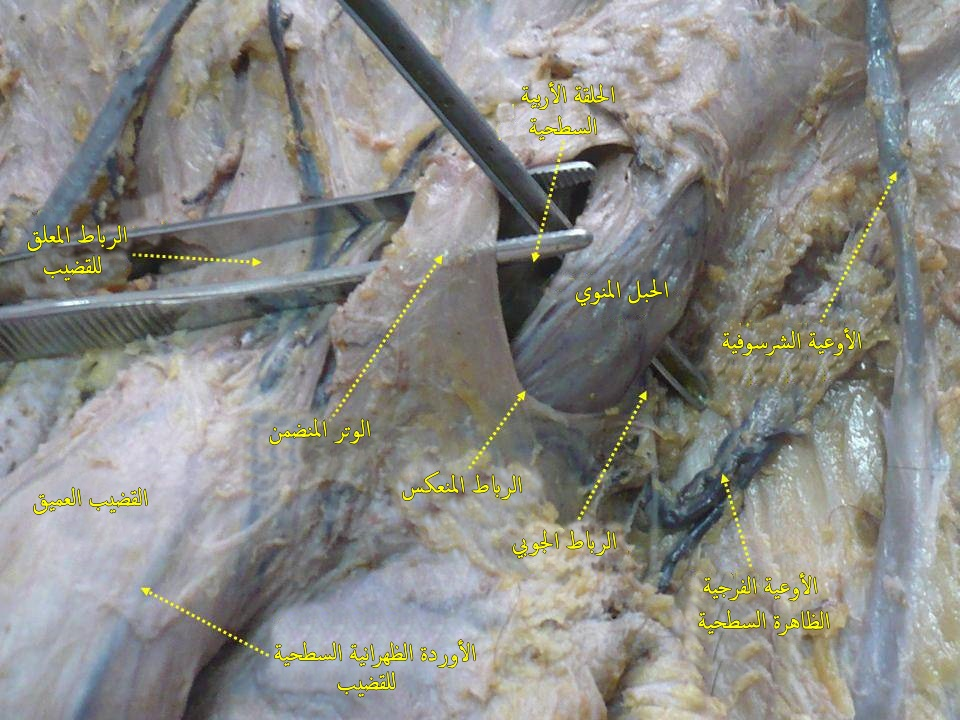
رسم تخطيطي لفتق أربي غير مباشر، فتق أربي صفني.

## روابط خارجية
- صور تشريحية:35:09-0101 في مركز داونستيت الطبي التابع لجامعة نيويورك - "Anterior Abdominal Wall: Borders of the Superficial Inguinal Ring"
- شكل تشريحي: 36:01-13 على موقع مركز سوني دونستات الطبي (تشريح بشري عبر الإنترنت). - "The inguinal canal and derivation of the layers of the spermatic cord."